# Dacryodes patentinervia
Dacryodes patentinervia är en tvåhjärtbladig växtart som först beskrevs av Leenh., och fick sitt nu gällande namn av Peter Shaw Ashton. Dacryodes patentinervia ingår i släktet Dacryodes och familjen Burseraceae. Inga underarter finns listade i Catalogue of Life.